# آن سوآن
آن سوآن (انگلیسی: An Xuan) یا آن شوآن شخصی غیرروحانی (بازرگان) اهل ایران در زمان حکومت اشکانیان بود. او در سال ۱۸۱ میلادی و هنگام فرمانروایی دودمان هان، به لوئویانگ رفت و در مکتبی که آن شی‌گائو بنیان نهاده بود، به ترجمه متون بودایی به زبان‌های چینی، پرداخت. او به همراه آن شی‌گائو و یان فوتی‌آئو پایه‌گذاران آیین بودایی در چین هستند.

## زندگی
او بازرگانی اهل پارت بود. به چین رفت، زبان چینی را آموخت و در آن‌جا به فرماندهی سوارکاران امپراتور منصوب شد و در این میان، به بحث با روحانیون بودایی می‌پرداخت. سپس ردای روحانیان بودایی را پوشید و با همکاری اولین روحانی چینی آیین بودیسم، یان فوتی‌آئو، به ترجمه متون اولیه بودایی پرداخت. شیوه کار به این صورت بود که او متن بودایی را به صورت شفاهی از زبان سانسکریت به چینی ترجمه می‌کرد و همکارش آن‌ها را یادداشت می‌کرد. بیشترین کار آن‌ها روی متون مهایانه (راه بزرگ یا مهراه) است.